# Robert Lefkowitz
Robert J. Lefkowitz, M.D. (Nova Iorque, 15 de abril de 1943) é um médico estadunidense.
Foi laureado com o Nobel de Química de 2012, juntamente com Brian Kobilka, pelo estudo dos receptores acoplados à proteína G.

## Carreira
Após completar sua residência médica e pesquisa e treinamento clínico em 1973, ele foi nomeado Professor Associado de Medicina e Professor Assistente de Bioquímica no Duke University Medical Center. Em 1977 foi promovido a Professor de Medicina e em 1982 a James B. Duke Professor de Medicina na Duke University. Ele também é professor de bioquímica e professor de química. Ele é um investigador do Howard Hughes Medical Institute desde 1976 e foi um investigador estabelecido da American Heart Association de 1973-1976.
Lefkowitz estuda a biologia do receptor e a transdução de sinal e é mais conhecido por suas caracterizações detalhadas da sequência, estrutura e função dos receptores β-adrenérgicos e relacionados e pela descoberta e caracterização das duas famílias de proteínas que os regulam, a proteína G receptor acoplado (GPCR) quinases e β-arrestinas.
Lefkowitz deu uma contribuição notável em meados da década de 1980, quando ele e seus colegas clonaram o gene primeiro para o receptor β-adrenérgico e, em seguida, rapidamente, para um total de 8 receptores adrenérgicos (receptores para adrenalina e noradrenalina). Isso levou à descoberta seminal de que todos os GPCRs (que incluem o receptor β-adrenérgico) têm uma estrutura molecular muito semelhante. A estrutura é definida por uma sequência de aminoácidos que percorre seu caminho para a frente e para trás através da membrana plasmática sete vezes. Hoje sabemos que cerca de 1 000 receptores no corpo humano pertencem a esta mesma família. A importância disso é que todos esses receptores usam os mesmos mecanismos básicos para que os pesquisadores farmacêuticos agora entendam como atingir efetivamente a maior família de receptores do corpo humano. Hoje, Lefkowitz está entre os pesquisadores mais citados nas áreas de biologia, bioquímica, farmacologia, toxicologia e medicina clínica, de acordo com a Thomson-ISI. 

## Publicações selecionadas
- Mukherjee, C., Caron, M.G., Coverstone, M. and Lefkowitz, R.J. (1975). «Identification of adenylate cyclase-coupled β-adrenergic receptors in frog erythrocytes with (-)[3H]alprenolol». J. Biol. Chem USA. 250 (13): 4869–4876. PMID 238972
- Mukherjee, C., Caron, M.G. and Lefkowitz, R.J. (1975). «Catecholamine-induced subsensitivity of adenylate cyclase associated with loss of beta-adrenergic receptor binding sites». Proc. Natl. Acad. Sci. USA. 72 (5): 1945–1949. PMC 432665. PMID 1057183. doi:10.1073/pnas.72.5.1945
- Lefkowitz, R.J., Mullikin, D. and Caron, M.G. (1976). «Regulation of beta-adrenergic receptors by 5'guanylylimidodiphosphate and other purine nucleotides». J. Biol. Chem USA. 251 (15): 4688–4692. PMID 947904
- Williams, L.T. and Lefkowitz, R.J. (1976). «α-adrenergic receptor identification by [3H]dihydroergocryptine binding». Science. 192 (4241): 791–793. PMID 4894. doi:10.1126/science.4894
- Limbird, L.E. and Lefkowitz, R.J. (1977). «Resolution of beta-adrenergic receptor binding and adenylate cyclase activity by gel exclusion chromatography». J. Biol. Chem. 252 (2): 799–802. PMID 833154
- Caron, M.G., Srinivasan, Y., Pitha, J., Kochiolek, K. and Lefkowitz, R.J. (1979). «Affinity chromatography of the β-adrenergic receptor». J. Biol. Chem. 254 (8): 2923–2927. PMID 218957
- Kent, R.S., De Lean, A. and Lefkowitz, R.J. (1980). «Quantitative analysis of beta-adrenergic receptor interactions: Resolution of high and low affinity states of the receptor by computer modeling of ligand binding data». Mol. Pharmacol. USA. 17 (1): 14–23. PMID 6104284
- Limbird, L.E., Gill, M. and Lefkowitz, R.J. (1980). «Agonist-promoted coupling of the beta-adrenergic receptor with the guanine nucleotide regulatory protein of the adenylate cyclase system». Proc. Natl. Acad. Sci. USA. 77 (2): 775–779. PMC 348363. PMID 6244585. doi:10.1073/pnas.77.2.775
- De Lean, A., Stadel, J.M. and Lefkowitz, R.J (1980). «A ternary complex model explains the agonist-specific binding properties of the adenylate-cyclase coupled beta-adrenergic receptor». J. Biol. Chem. 255 (15): 7108–7117. PMID 6248546
- Lavin, T., Heald, S., Jeffs, P., Shorr, R., Lefkowtiz, R.J. and Caron, M.G. (1981). «Photoaffinity labeling of the β-adrenergic receptor». J. Biol. Chem. 256 (22): 11944–11950. PMID 6271767
- DeLean, A., Hancock, A. and Lefkowitz, R.J. (1982). «Validation and statistical analysis of a computer modeling method for quantitative analysis of radiolgiand binding data for mixtures of pharmacological receptor subtypes». Mol. Pharmacol. USA. 21 (1): 5–16. PMID 6982395
- Stadel, J.M., Nambi, P., Lavin, T.N., Heald, S.L., Caron, M.G. and Lefkowitz, R.J. (1982). «Catecholamine-induced desensitization of turkey erythrocyte adenylate cyclase: Structural alterations in the beta-adrenergic receptor revealed by photoaffinity labelling». J. Biol. Chem. 257 (16): 9242–9245. PMID 6125504
- Cerione, R.A., Strulovici, B., Benovic, J.L., Lefkowitz, R.J. and Caron, M.G. (1983). «Pure beta-adrenergic receptor: the single polypeptide confers catecholamine responsiveness to adenylate cyclase». Nature. 306 (5943): 562–566. PMID 6316161. doi:10.1038/306562a0
- Stadel, J.M., Nambi, P., Shorr, R.G.L., Sawyer, D.F., Caron, M.G. and Lefkowitz, R.J. (1983). «Catecholamine-induced desensitization of turkey erythrocyte adenylate cyclase is associated with phosphorylation of the beta adrenergic receptor». Proc. Natl. Acad. Sci. USA. 80 (11): 3173–3177. PMC 394002. PMID 6304694. doi:10.1073/pnas.80.11.3173
- Strulovici, B., Cerione, R.A., Kilpatrick, B.F., Caron, M.G. and Lefkowitz, R.J. (1984). «Direct demonstration of impaired functionality of a purified desensitized β-adrenergic receptor in a reconstituted system». Science. 225 (4664): 837–840. PMID 6089331. doi:10.1126/science.6089331
- Cerione, R.A., Sibley, D.R., Codina, J., Benovic, J.L., Winslow, J., Neer, E.J., Birnbaumer, L., Caron, M.G. and Lefkowitz, R.J. (1984). «Reconstitution of a hormone-sensitive adenylate cyclase system: The pure β-adrenergic receptor and guanine nucleotide regulatory protein confer hormone responsiveness on the resolved catalytic unit». J. Biol. Chem. 259 (16): 9979–9982. PMID 6088509
- Benovic, J.L., Shorr, R.G.L., Caron, M.G. and Lefkowitz, R.J. (1984). «The mammalian β2-adrenergic receptor: Purification and characterization». Biochemistry USA. 23 (20): 4510–4518. PMID 6093858. doi:10.1021/bi00315a002
- Sibley, D.R., Strasser, R.H., Caron, M.G. and Lefkowitz, R.J. (1985). «Homologous desensitization of adenylate cyclase is associated with phosphorylation of the β-adrenergic receptor». J. Biol. Chem USA. 260 (7): 3883–3886. PMID 2858484
- Regan, J.W., Nakata, H., DeMarinis, R.M., Caron, M.G. and Lefkowitz, R.J. (1985). «Purification and characterization of the human platelet alpha 2-adrenergic receptor». J. Biol. Chem USA. 261 (8): 3894–3900. PMID 3005306
- Lomasney, J.W., Leeb-Lundberg, L.M.F., Cotecchia, S., Regan, J.W., DeBernardis, J.F., Caron, M.G. and Lefkowitz, R.J. (1986). «Mammalian alpha 1-adrenergic receptor. Purification and characterization of the native receptor ligand binding subunit». J. Biol. Chem USA. 261 (17): 7710–7716. PMID 3011796
- Dixon, R.A.F., Kobilka, B.K., Strader, D.J., Benovic, J.L., Dohlman, H.G., Frielle, T., Bolanowski, M.A., Bennett, C.D., Rands, E., Diehl, R.E., Mumford, R.A., Slater, E.E., Sigal, I.S., Caron, M.G., Lefkowitz, R.J. and Strader, C.D. (1986). «Cloning of the gene and cDNA for mammalian beta-adrenergic receptor and homology with rhodopsin». Nature. 321 (6065): 75–79. PMID 3010132. doi:10.1038/321075a0
- Benovic, J.L., Strasser, R.H., Caron, M.G. and Lefkowitz, R.J. (1986). «β-Adrenergic receptor kinase: Identification of a novel protein kinase which phosphorylates the agonist-occupied form of the receptor». Proc. Natl. Acad. Sci. USA. 83 (9): 2797–2810. PMC 323393. PMID 2871555. doi:10.1073/pnas.83.9.2797
- Benovic, J.L., Mayor, F., Jr., Somers, R.L., Caron, M.G. and Lefkowitz, R.J. (1986). «Light-dependent phosphorylation of rhodopsin by beta-adrenergic receptor kinase». Nature. 321 (6073): 869–872. PMID 3014340. doi:10.1038/321869a0
- Kobilka, B.K., Matsui, H., Kobilka, T.S., Yang-Feng, T.L., Francke, U., Caron, M.G., Lefkowitz, R.J. and J.W. Regan (1987). «Cloning, sequencing, and expression of the gene coding for the human platelet alpha 2-adrenergic receptor». Science. 238 (4827): 650–656. PMID 2823383. doi:10.1126/science.2823383
- Frielle, T., Collins, S., Daniel, K.W., Caron, M.G., Lefkowitz, R.J. and Kobilka, B.K. (1987). «Cloning of the cDNA for the human β1 adrenergic receptor». Proc. Natl. Acad. Sci. USA. 84 (22): 7920–7924. PMC 299447. PMID 2825170. doi:10.1073/pnas.84.22.7920
- Benovic, J.L., Kuhn, H., Weyand, I., Codina, J., Caron, M.G. and Lefkowitz, R.J. (1987). «Functional desensitization of the isolated beta-adrenergic receptor by the beta-adrenergic receptor kinase: potential role of an analog of the retinal protein arrestin (48-kDa protein)». Proc. Natl. Acad. Sci. USA. 84 (24): 8879–8882. PMC 299654. PMID 2827157. doi:10.1073/pnas.84.24.8879
- Cotecchia, S., Schwinn, D.A., Randall, R.R., Lefkowitz, R.J., Caron, M.G. and Kobilka, B.K (1988). «Molecular cloning and expression of the cDNA for the hamster alpha1-adrenergic receptor». Proc. Natl. Acad. Sci. USA. 85 (19): 7159–7163. PMC 282143. PMID 2845398. doi:10.1073/pnas.85.19.7159
- Kobilka, B.K., Kobilka, T.S., Daniel, K., Regan, J.W., Caron, M.G. and Lefkowitz, R.J. (1988). «Chimeric alpha 2-,beta 2-adrenergic receptors: delineation of domains involved in effector coupling and ligand binding specificity». Science. 240 (4857): 1310–1316. PMID 2836950. doi:10.1126/science.2836950
- O'Dowd, B.F., Hnatowich, M., Regan, J.W., Leader, W.M., Caron, M.G. and Lefkowitz, R.J. (1988). «Site-directed mutagenesis of the cytoplasmic domains of the human β2-adrenergic receptor: Localization of regions involved in G protein-receptor coupling». J. Biol. Chem. 263 (31): 15985–15992. PMID 2846532
- Fargin, A., Raymond, R.J., Lohse, M.J., Kobilka, B.K., Caron, M.G. and Lefkowitz, R.J. (1988). «The genomic clone G-21 which resembles a beta-adrenergic receptor sequence encodes the 5-HT1A receptor». Nature. 335 (6188): 358–360. PMID 3138543. doi:10.1038/335358a0
- Regan, J.W., Kobilka, T.S., Yang-Feng, T.L., Caron, M.G. and Lefkowitz, R.J (1988). «Cloning and expression of a human kidney cDNA for an alpha 2-adrenergic receptor subtype». Proc. Natl. Acad. Sci. USA. 85 (17): 6301–6305. PMC 281957. PMID 2842764. doi:10.1073/pnas.85.17.6301
- Hausdorff, W.P., Bouvier, M., O'Dowd, B.F., Irons, G.P., Caron, M.G. and Lefkowitz, R.J. (1989). «Phosphorylation sites on two domains of the β2-adrenergic receptor are involved in distinct pathways of receptor desensitization». J. Biol. Chem. 264 (21): 12657–12665. PMID 2545714
- Benovic, J.L., DeBlasi, A., Stone, W.C., Caron, M.G. and Lefkowitz, R.J. (1989). «β-Adrenergic receptor kinase: Primary structure delineates a multigene family». Science. 246 (4927): 235–240. PMID 2552582. doi:10.1126/science.2552582
- Schwinn, D.A., Lomasney, J.W., Lorenz, W., Szklut, Fremeau, R.T., Jr., Yang-Feng, T.L., Caron, M.G., Lefkowitz, R.J. and Cotecchia, S. (1990). «Molecular cloning and expression of the cDNA for a novel alpha 1-adrenergic receptor subtype». J. Biol. Chem. 265 (14): 8183–8187. PMID 1970822
- Lomasney, J.W., Lorenz, W., Allen, L.F., King, K., Regan, J.W., Yang-Feng, T.L., Caron, M.G. and Lefkowitz, R.J. (1990). «Expansion of the Alpha2-adrenergic receptor family: Cloning and Characterization of a human Alpha2-adrenergic receptor subtype, the gene for which is located on chromosome 2». Proc. Natl. Acad. Sci. USA. 87 (13): 5094–5098. PMC 54268. PMID 2164221. doi:10.1073/pnas.87.13.5094
- Lohse, M.J., Benovic, J.L., Codina, J., Caron, M.G. and Lefkowitz, R.J. (1990). «beta-Arrestin: a protein that regulates beta-adrenergic receptor function». Science. 248 (4962): 1547–1550. PMID 2163110. doi:10.1126/science.2163110
- Cotecchia, S., Exum, S., Caron, M.G. and Lefkowitz, R.J. (1990). «Regions of the alpha 1-adrenergic receptor involved in coupling to phosphatidylinositol hydrolysis and enhanced sensitivity of biological function». Proc. Natl. Acad. Sci. USA. 87 (8): 2896–2900. PMC 53800. PMID 2158097. doi:10.1073/pnas.87.8.2896
- Lorenz, W., Inglese, J., Palczewski, K., Onorato, J.J., Caron, M.G. and Lefkowitz, R.J. (1991). «The receptor kinase family: Primary structure of rhodopsin kinase reveals similarities to the beta-adrenergic receptor kinase». Proc. Natl. Acad. Sci. USA. 88 (19): 8715–8719. PMC 52580. PMID 1656454. doi:10.1073/pnas.88.19.8715
- Lomasney, J.W., Cotecchia, S., Lorenz, W., Leung, W-Y., Schwinn, D.A., Yang-Feng, T.L., Brownstein, Lefkowitz, R.J., and Caron, M.G. (1991). «Molecular cloning and expression of the cDNA for the alpha 1A-adrenergic receptor. The gene for which is located on human chromosome 5». J. Biol. Chem. 266 (10): 6365–6369. PMID 1706716
- Attramadal, H., Arriza, J.L., Aoki, C., Dawson, T.M., Codina, J., Kwatra, M.M., Snyder, S.H., Caron, M.G. and Lefkowitz, R.J. (1992). «Beta-arrestin2, a novel member of the arrestin/Beta-arrestin gene family». J. Biol. Chem. 267 (25): 17882–17890. PMID 1517224
- Kjelsberg, M.A., Cotecchia, S., Ostrowski, J., Caron, M.G. and Lefkowitz, R.J. (1992). «Constitutive activation of the alpha 1B-adrenergic receptor by all amino acid substitutions at a single site. Evidence for a region which constrains receptor activation». J. Biol. Chem. 267 (3): 1430–1433. PMID 1346134
- Samama, P., Cotecchia, S., Costa, T. and Lefkowitz, R.J. (1993). «A mutation-induced activated state of the beta 2-adrenergic receptor-extending the ternary complex model». J. Biol. Chem. 268 (7): 4625–4636. PMID 8095262
- Lefkowitz, R.J. (1993). «G protein-coupled receptor kinases». Cell. USA. 74 (3): 409–412. PMID 8394218
- Bond, R.A., Leff, P., Johnson, T.D., Milano, C.A., Rockman, H.A., McMinn, T.F., Apparsundaram, S., Hyek, M.F., Kenakin, T.P., Allen, L.F. and Lefkowitz, R.J. (1995). «Physiologic effects of inverse agonists in transgenic mice with myocardial overexpression of the beta 2-adrenoceptor». Nature. USA. 374 (6519): 272–276. PMID 7885448. doi:10.1038/374272a0
- Lin, F-T., Daaka, Y. and Lefkowitz, R.J. (1998). «β-arrestins regulate mitogenic signaling and clathrin-mediated endocytosis of the insulin-like growth factor I receptor». J. Biol. Chem. 273 (48): 31640–31643. PMID 9822622
- Luttrell, L.M., Ferguson, S.S.G., Daaka, Y., Miller, W.E., Maudsley, S., Della Rocca, G.J., Lin, F-T., Kawakatsu, H., Owada, K., Luttrell, D.K., Caron, M.G. and Lefkowitz, R.J. (1999). «Beta-arrestin-dependent formation of beta2 adrenergic receptor-Src protein kinase complexes». Science. USA. 283 (5402): 655–661. PMID 9924018. doi:10.1126/science.283.5402.655
- Bohn, L.M., Lefkowitz, R.J. Gainetdinov, R.R., Peppel, K., Caron, M.D. and Lin, F-T. (1999). «Enhanced morphine analgesia in mice lacking βarrestin-2». Science. USA. 286 (5449): 2495–2498. PMID 10617462. doi:10.1126/science.286.5449.2495
- Lefkowitz, R.J. (2000). «The superfamily of heptahelical receptors». Nature Cell Biology. USA. 2 (7): E132–E136. PMID 10878827. doi:10.1038/35017152
- Shenoy, S.K., McDonald, P.H., Kohout, T.A., Lefkowitz, R.J. (2001). «Regulation of Receptor Fate by Ubiquitination of Activated β2-Adrenergic Receptor and β-Arrestin». Science. USA. 294 (5545): 1307–1313. PMID 11588219. doi:10.1126/science.1063866
- Luttrell, L.M., Roudabush, F.L., Choy, E.W., Miller, W.E., Field, M.E., Pierce, K.L., and Lefkowitz, R.J. (2001). «Activation and targeting of extracellular signal-regulated kinases by beta-arrestin scaffolds». Proc. Natl. Acad. Sci., USA. 98 (5): 2449–2454. PMC 30158. PMID 11226259. doi:10.1073/pnas.041604898
- Wei, H., Ahn, S., Shenoy, S.K., Karnik, S.S., Hunyady, L., Luttrell, L.M. and Lefkowitz, R.J. (2003). «Independent beta-arrestin 2 and G protein-mediated pathways for angiotensin II activation of extracellular signal-regulated kinases 1 and 2». Proc. Natl. Acad. Sci. USA. 100 (19): 10782–10787. PMC 196880. PMID 12949261. doi:10.1073/pnas.1834556100
- Ahn, S., Shenoy, S.K. Wei, H. and Lefkowitz, R.J. (2004). «Differential kinetic and spatial patterns of β-arrestin2 and G protein-mediated ERK activated by the angiotensin II receptor». J. Biol. Chem. 279 (34): 35518–35525. PMID 15205453. doi:10.1074/jbc.M405878200
- Lefkowitz, R.J. and Shenoy, S.K. (2005). «Transduction of Receptor Signals by β-arrestins». Science.USA. 308 (5721): 512–517. PMID 15845844. doi:10.1126/science.1109237
- Shenoy, S.K., Drake, M.T., Nelson, C.D., Houtz, D.A., Xiao, K., Madabushi, S., Reiter, E., Premont, R.T., Lichtarge, O. and Lefkowitz, R.J. (2006). «β-arrestin-dependent G Protein-independent ERK 1/2 Activation by the β2-adrenergic receptor». J. Biol. Chem. 281 (2): 1261–1273. PMID 16280323. doi:10.1074/jbc.M506576200
- Rajagopal, S., Rajagopal, K., Lefkowitz, R.J. (2010). «Teaching Old receptors new tricks: biasing seven-transmembrane receptors». Nature Reviews Drug Discovery. USA. 9 (5): 1–12. PMC 2902265. PMID 20431569. doi:10.1038/nrd3091